# Kiss the Bride Goodbye
Kiss the Bride Goodbye (Brasil: Kiss the Bride Goodbye / Portugal: Podes Beijar a Noiva) é um filme britânico de comédia romântica dirigido por Paul L. Stein. Lançado em 1945, foi protagonizado por Patricia Medina e Jimmy Hanley.